# Hermann Ulrich Albrecht
Hermann Ulrich Emil Ferdinand Johann Albrecht (* 19. April 1897 in Verden; † 1995 in Triesen, Liechtenstein) war ein deutscher Röntgenologe, Strahlentherapeut und Hochschullehrer.

## Leben
Hermann Albrecht besuchte das Gymnasium in Graudenz. Während der Novemberrevolution 1918 war er Kommandant der Festung Graudenz. 1924 wurde er an der Universität Frankfurt promoviert. Ab 1930 lehrte er an der Universität Frankfurt als Privatdozent und ab 1937 als außerordentlicher Professor, im Jahr darauf wurde er außerdem Direktor der Röntgenanstalt und Poliklinik. 1933 trat er der NSDAP bei (Mitgliedsnummer 1.828.914). Von 1938 bis 1945 war er Ordinarius an der Medizinischen Akademie Danzig. Ab 1950 führte er ein eigenes Röntgeninstitut mit Strahlenklinik in Osnabrück.
Er war mit Liesel Albrecht-Fastenrath verheiratet. Aus der Ehe gingen vier Kinder hervor.

## Veröffentlichungen
- Hermann Ulrich Albrecht: Das Ulcusproblem im Lichte moderner Röntgenforschung, G. Thieme, Leipzig 1930
- Hermann Ulrich Albrecht: Die Röntgendiagnostik des Verdauungskanals einschließlich der Leber und die Gallenwege, G. Thieme, Leipzig 1931
- Franz Maximilian Groedel, Hermann Ulrich Albrecht, Heinz Lossen (Hrsg.): Franz M. Groedels Lehrbuch und Atlas der Röntgendiagnostik in der inneren Medizin und ihren Grenzgebieten. Lehmann, München 1934.; 2. Auflage ebenda 1936
- Franz Maximilian Groedel, Hermann Ulrich Albrecht: Röntgenphysik und -technik, Allgemeine Röntgenologie, Röntgenologie der Kopf- und Brustorgane, mit Ausnahme der Speiseröhre. Hrsg.: Heinz Lossen. Lehmann, München 1936.